# Roland TR-909
Roland TR-909 Rhythm Composer (сокращается до TR-909 или просто 909) — драм-машина, выпускаемая корпорацией Roland. Пришла на смену предыдущей модели TR-808 в 1983 году. Стала первой драм-машиной Roland, в которой использовались сэмплы, а также имелся MIDI, позволяющий синхронизировать TR-909 с другими устройствами. Несмотря на коммерческий провал, TR-909 оказала влияние на развитие таких жанров электронной танцевальной музыки, как техно, хаус и эйсид.

## Дизайн
TR-909 была разработана Тадао Кикумото, который также создал синтезатор Roland TB-303. Главный инженер Roland Макото Мурои приписал разработку аналоговых голосовых схем и голосовых схем с импульсно-кодовой модуляцией «мистеру Оу», а его программное обеспечение — «мистеру Хосиай».

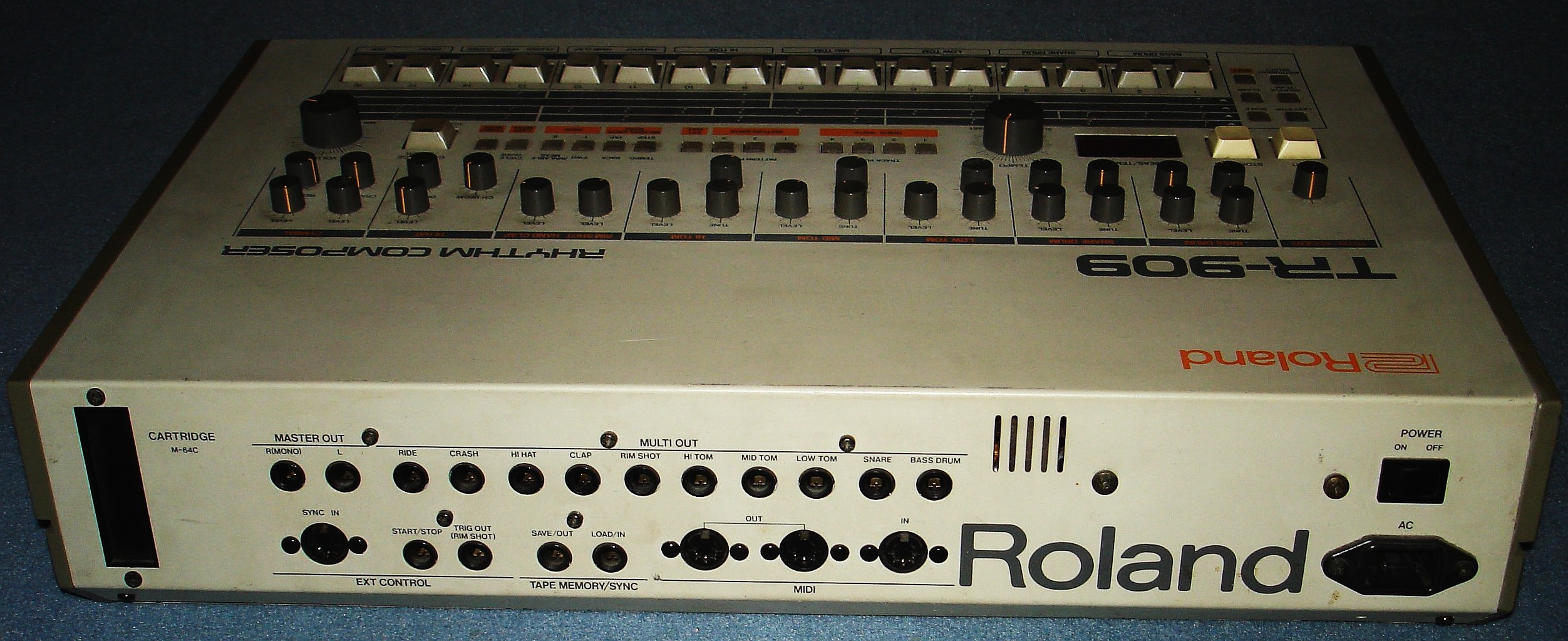
Вид Roland TR-909

В то время как её предшественник, TR-808, известен своим «гулким» басом, TR-909 звучит агрессивно и «напористо». Она стала первой драм-машиной Roland, в которой использовались сэмплы для звуков крэша, райда и хай-хэта. Другие звуки генерируются с помощью аналогового синтеза. Поскольку клэпы и снэйеры генерируются одним и тем же источником, при совместном воспроизведении они создают эффект фэйзера.
TR-909 также стала первой драм-машиной Roland, которая использовала MIDI, что позволяло ей синхронизироваться с другими MIDI-устройствами, или позволять запускать звуки внешним MIDI-контроллером для расширения динамического диапазона. Старые модели можно синхронизировать через порт DIN.
TR-909 оснащена секвенсором, который может объединять до 96 паттернов в песни до 896 тактов, а также предлагает элементы управления шаффлом и флэмом. Она имеет улучшенную функцию акцента, позволяющую пользователям акцентировать определённые дорожки или звуки.

## Выпуск
TR-909 была выпущена в 1983 году и продавалась по цене в 1195 долларов США. Модель провалилась в продажах, поскольку пользователи предпочитали более реалистичные сэмплированные звуки конкурирующих драм-машин, таких как LinnDrum. Roland прекратила производство через год, выпустив 10 000 единиц. Компания изменила некоторые элементы TR-909 в более поздних версиях, исправив проблемы и настроив звуки. Некоторые пользователи модифицируют свои поздние драм-машины, чтобы они соответствовали звукам более ранних версий. На смену TR-909 в 1984 году пришла модель TR-707.

## Наследие
В то время как TR-808 сыграла важную роль в развитии хип-хопа, TR-909, наряду с синтезатором TB-303, повлияла на танцевальную музыку, включая техно, хаус и эйсид. По словам Гордона Рида из издания Sound on Sound: «Как и в случае с TR-808 до него, никто не мог предсказать, каким почётом в конечном итоге будет пользоваться TR-909».
Первое известное коммерческое использование модели 909 встречается в мини-альбоме Remission группы Skinny Puppy, выпущенном через несколько месяцев после старта продаж драм-машины. В конце 1980-х TR-909 была популяризирована продюсерами из Чикаго и Детройта, такими как Деррик Мэй, Фрэнки Наклз и Джефф Миллз. Поскольку модель стала первой драм-машиной Roland, использующей MIDI, продюсеры использовали TR-909 для синхронизации и последовательности других машин. TR-909 также использовалась в рок-музыке и альтернативной музыке: Марк Белл использовал её для создания «милитаристской» перкуссии для песни Бьорк «Hunter» 1997 года, а Radiohead использовали её в «Videotape» из своего альбома In Rainbows 2007 года. Журнал Mixmag назвал американского ди-джея и композитора Джеффа Миллза «мастером» 909-й.
В 2017 году Roland выпустила модель TR-09, миниатюрную версию TR-909 с расширенным функционалом.